# Josef Strauss
Josef Strauss (1827-1870) là nhà soạn nhạc người Áo. Ông là con của Johann Strauss I, em của Johann Strauss II và anh của Eduard Strauss. Ông là trợ lý về chỉ huy dàn nhạc giao hưởng và sáng tác. Ông là tác giả của 238 tác phẩm nhạc khiêu vũ. Trong đó có một số tác phẩm mà ông sáng tác chung cùng anh trai, nổi bật là bản Polka-Pizzicato.